# Disocactus martianus
A Disocactus martianus egy epifita kaktusz, mely kedvelt dísznövény, azonban rokonánál, a Disocactus flagelliformisnál ritkábban találkozhatunk vele.

## Elterjedése és élőhelye
Közép-Mexikó; Oaxaca állam, San Juan del Estero, 1500 m tengerszint feletti magassági fölött.

## Jellemzői
Elfekvő hajtásrendszerű növény, hajtásai 15–20 mm szélesek, hengeresek, kékeszöldek, 8 bordával tagoltak, melyek kevéssé kiemelkedők. Areolái 10 mm távolságban fejlődnek, tövisei 8,5 mm hosszúak, barnássárgák. A középtövisek száma 3-4, vaskosabbak a szélsőknél. Virágai 80–100 mm hosszúak, 60 mm szélesek, a tölcsér rövid. A virágszirmok lándzsa alakúak, rózsavörösek, kihegyezettek. Porzószálai fehéresek. A bibe és négy porzószál messzire kinyúlik a virágból. Termése 20 mm átmérőjű, zöldes színű bogyó.
A R. Bauer által leírt neotípus nagyon erős hasonlóságot mutat a törzsalakkal, míg más alakok, így a Hunt által gyűjtöttek (Oaxaca, Ixtalan de Juárez, 2350 m tszf. magasság)

## Rokonsági viszonyai
Az Aporocactus subgenus tagja.
A Disocactus (Aporocactus) conzattii néven leírt taxon e faj alakkörébe tartozik, szirmai kevéssé kihegyezettek.